# Flavius Aëtius

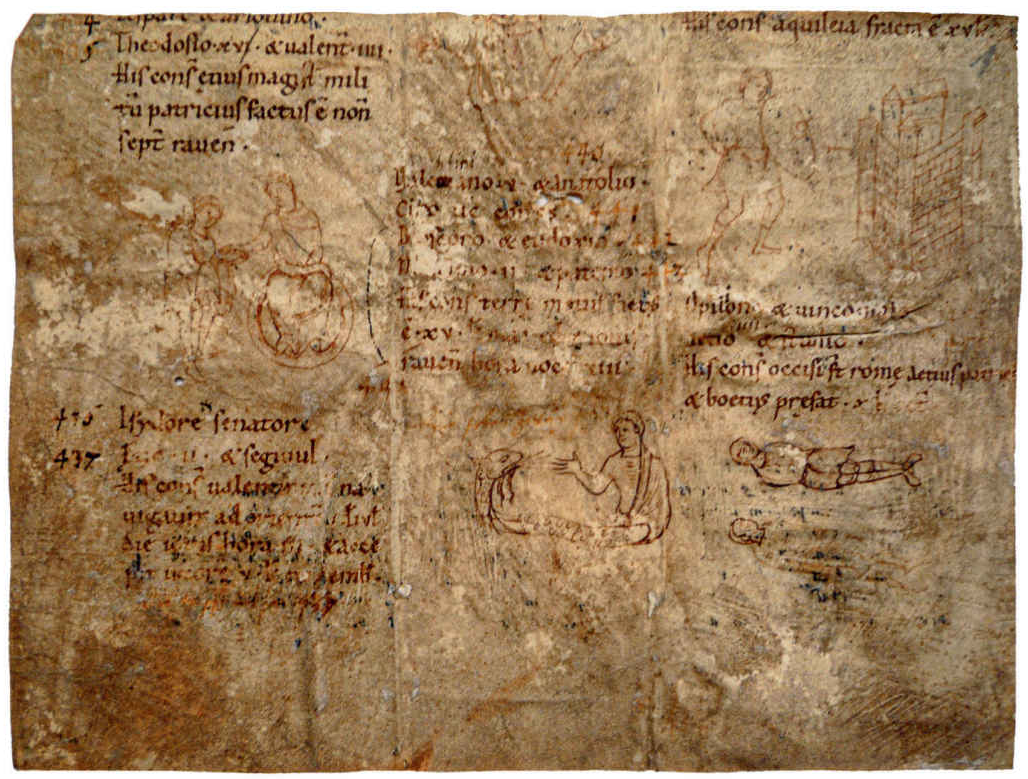
Illustriertes Fragment einer Handschrift der Annales Ravennatenses in der Domstiftbibliothek Merseburg, 11. Jahrhundert. Oben links ist die Erhebung des Aëtius zum patricius durch den Kaiser illustriert.

Flavius Aëtius (* um 390 in Durostorum, heute Silistra in Bulgarien; † 21. oder 22. September 454 in Rom) war ein weströmischer Heermeister und Politiker in der spätantiken Völkerwanderungszeit. Er lebte jahrelang als Geisel am hunnischen Hof und knüpfte dort politische Kontakte, von denen er später in hohem Maß profitierte. Aëtius übte seit den 420er Jahren für drei Jahrzehnte maßgeblichen Einfluss auf die Führung der Reichsgeschäfte im Westreich aus und war dreimal Konsul (432, 437 und 446). Zusammen mit Westgoten und Teilen anderer germanischer gentes konnte er den Angriff der ebenfalls durch germanische Kontingente verstärkten Hunnen von 451/2 in der Schlacht auf den Katalaunischen Feldern abwehren.

## Leben

### Herkunft und Aufstieg
Flavius Aëtius wurde in Durostorum an der Donau in der römischen Provinz Niedermoesien geboren. Seine Muttersprache war Latein, und er war von Geburt an römischer Bürger. Sein Vater Flavius Gaudentius diente in hoher Position im römischen Heer, seine Mutter stammte aus einer reichen und aristokratischen italischen Familie. Aëtius trat früh in die kaiserliche Garde ein und wurde der Schwiegersohn des comes domesticorum Carpilio.
Einen Teil seiner Jugend verbrachte er als Geisel bei den Westgoten unter Alarich (wohl von 405 bis 408) und später bei den Hunnen (wahrscheinlich 411 bis 414). Er muss in dieser Zeit gute Kontakte zu hunnischen Gruppen aufgebaut haben: Nach dem Tod des Kaisers Honorius 423 sollte er dem Usurpator Johannes hunnische Hilfstruppen zuführen. Möglicherweise war Aëtius’ Vater Flavius Gaudentius die treibende Kraft hinter dem neuen Westkaiser, den der oströmische Kaiser Theodosius II. ablehnte; durch den Aufstieg des Johannes errang er den Status des Heermeisters (magister militum). Aëtius selbst wird zu dieser Zeit als cura palatii bezeichnet, was vielleicht einen eher administrativen, vielleicht auch einen militärischen Titel im Zusammenhang mit den scholae palatinae meinte. Als Aëtius mit einem äußerst starken hunnischen Heer im Mai 425 in Italien erschien, war die Usurpation des Johannes zwar bereits gescheitert, doch drei Tage nach dessen Enthauptung lieferte sich Aëtius ein blutiges Gefecht mit oströmischen Truppen unter Aspar (dessen weiteres Leben erstaunliche Parallelen zu seinem eigenen aufweisen sollte). Die Schlacht endete ohne Sieger. Dennoch ermöglichte die Präsenz der Hunnen Aëtius den politischen Aufstieg an die Spitze des Reiches: Er verständigte sich mit der Mutter des neuen, erst 419 geborenen Kaisers Valentinian III., der einflussreichen Galla Placidia. Aëtius wurde zum comes rei militaris ernannt und brachte die Hunnen dazu, sich zurückzuziehen.
Bald darauf kämpfte er an der Spitze weströmischer Truppen gegen die Westgoten in Südgallien und konnte auch einige Erfolge gegen die Franken am Rhein verbuchen. Offenbar drang er mit einer schlagkräftigen hunnischen Truppe tief in ein gallisches Gebiet vor, das zuvor lange Zeit nicht mehr effektiv von der weströmischen Regierung kontrolliert worden war, und machte dabei reiche Beute. 429 wurde er zum magister militum per Gallias ernannt. Nach der Ermordung seines größten Konkurrenten, des Heermeisters Flavius Felix, im Jahr 430 stieg Aëtius zu einem der mächtigsten Männer des Westreiches auf. In Gallien ging er wieder gegen Westgoten und Franken vor; durch Siege konnte er seine Stellung festigen und wurde für das Jahr 432 zum Konsul ernannt. Dem immer größer werdenden Einfluss des Aëtius versuchte Galla Placidia aber mit der Förderung des Bonifatius entgegenzuwirken. Bonifatius kommandierte die Truppen in der Provinz Africa und galt ebenfalls als ein talentierter General. Er war einige Zeit zuvor (angeblich durch eine Intrige des Aëtius) diskreditiert worden, stand nun aber wieder in der Gunst des Kaiserhofes und sollte ein Gegengewicht zu dem gallischen Heermeister bilden. Er wurde schließlich 432 nach Italien gerufen, um Aëtius abzulösen. Dieser weigerte sich aber, seine Position kampflos aufzugeben, und so kam es zu einer militärischen Konfrontation zwischen den beiden starken Männern des Westreichs. Bonifatius konnte seinen Rivalen zwar in einer Schlacht bei Ariminum schlagen, doch erlag er etwas später seinen Verletzungen.

### Faktischer Regent des Westens
Aëtius floh nach der Niederlage zunächst zu seinen alten Freunden, den Hunnen unter Ruga, die ihn militärisch unterstützten. Mit ihrer Hilfe kehrte er 433 zurück, konnte sich im Bürgerkrieg behaupten und wurde in seinen alten Würden bestätigt. Nachdem sein Gegner Bonifatius infolge der Schlacht bei Ariminum 432 gestorben war, nahm er sich Pelagia zur Frau, die Witwe seines toten Feindes. Durch diese Ehe gelang ihm der Zugriff auf die gewaltige Erbschaft und die militärische Gefolgschaft seines Konkurrenten. Zudem verlieh man ihm am 5. September 435 den Titel eines patricius, der (in Westrom) in Verbindung mit dem Heermeisteramt seit Constantius III. faktisch gleichbedeutend war mit der Position des obersten Heermeisters, der auch die kaiserliche Politik maßgeblich bestimmte, etwa über das consistorium. Insgesamt dreimal bekleidete er das Konsulat und führte nun im Grunde die Amtsgeschäfte des Westreiches.
In der Folgezeit konnte er eine Reihe von militärischen Erfolgen verbuchen, welche das Westreich wenigstens vorläufig stabilisierten. Zu seinen bedeutendsten Leistungen gehört denn auch die Verteidigung der römischen Provinz Gallien während dieser Phase der sogenannten Völkerwanderung. Während dem Westreich zunehmend die Mittel fehlten, um reguläre eigene Truppen zu unterhalten, konnte Aëtius dank seiner guten Beziehungen zu diversen nichtrömischen Gruppen einen gewissen Ausgleich schaffen. Er konzentrierte sich dabei vor allem auf Gallien und das Vorfeld von Italien. Noch im Jahr 433 gelang es ihm, die Juthungen aus Rätien zu vertreiben. Mit Hilfe hunnischer Hilfstruppen vernichtete er so im Jahre 436 das Burgunderreich in der Region von Worms – der historische Kern der Nibelungensage – und war auch verantwortlich für die Ansiedlung der übrigen Burgunder im Rhonetal, wo sie ab 443 wohl als Puffer gegen die Alamannen und Westgoten dienen sollten. Ebenso wurden die eingebrochenen Alanen im mittleren Gallien neu angesiedelt, nachdem sie 437 in Aëtius’ Auftrag die rebellierenden Bagauden unter Tibatto niedergeschlagen hatten. Gegen die Westgoten erlitt man hingegen eine schwere Niederlage, so dass 439 ein neues foedus geschlossen werden musste, das diesen Kriegerverband begünstigte. Etwa zeitgleich marschierte der Vandalenkönig Geiserich unter Bruch älterer Abmachungen in Karthago ein, was eine erhebliche Bedrohung für Italien bedeutete. Da Versuche, Geiserich militärisch zu bezwingen, scheiterten, musste man 442 ein foedus mit ihm schließen, das seine Herrschaft in Nordafrika faktisch bestätigte. Auch in die Kirchenpolitik mischte sich Aëtius wenigstens teilweise ein, wobei es ihm vor allem um die Vermeidung von religiösen Unruhen ging. Da es seiner beherrschenden Stellung faktisch an Legitimität mangelte, musste er sich darum bemühen, Widerstände gering zu halten.
Trotz der guten Kontakte, die Aëtius lange zu den Hunnen unterhalten hatte, drangen diese 451 unter Rugas Nachfolger Attila in Gallien ein, nachdem der oströmische Kaiser Markian ihnen 450 die jährlichen Tributzahlungen gekündigt hatte. Da der oströmische Donauraum bereits verwüstet, eine Überquerung des Bosporus den Hunnen aber unmöglich war, musste sich Attila, der auf Erfolge und Beute angewiesen war, notgedrungen gen Westen wenden. Überdies hatte Honoria, die Schwester Valentinians III., die in einen Konflikt mit ihrem Bruder geraten war, Attila zu Hilfe gerufen und diesem angeblich sogar die Ehe versprochen.

„Da meldete nämlich jemand, Attila bereite einen Angriff auf den kaiserlichen Hof in Rom vor, da Honoria, Valentinians Schwester, ihn zu Hilfe gerufen hatte. Denn Honoria, die selbst mit den Abzeichen kaiserlicher Würde ausgestattet worden war, war bei einer heimlichen Affäre mit einem gewissen Eugenius ertappt worden, dem curator domus Augustae, der für seine Schandtat hingerichtet wurde, während sie ihren kaiserlichen Rang verlor und mit Herculanus verheiratet wurde, einem Konsular, der einen so milden Charakter hatte, dass man ihm nicht zutraute, er könne das Kaisertum anstreben oder einen Umsturz planen. Da sie ihre Situation als unerträglich und als schreckliches Unheil empfand, sandte sie den Eunuchen Hyacinthus zu Attila, um diesem Geld anzubieten, damit er ihre Verheiratung räche. Überdies schickte sie als Pfand auch ihren Ring an den Barbaren. Dieser machte sich bereit, gegen das westliche Kaiserreich zu ziehen, und plante, wie er als erstes Aëtius ergreifen könne, da er annahm, sein Ziel nicht erreichen zu können, ohne diesen auszuschalten.“

Ob Attilas Angriff eher als Angriff auf das Römische Reich oder vielmehr, ähnlich wie 433, als Eingreifen in einen innerrömischen Konflikt zu verstehen ist, ist umstritten. Aëtius gelang es jedenfalls, eine Koalition aus verschiedenen in Gallien ansässigen Foederaten zu formen; selbst die Westgoten, die auf ihn schlecht zu sprechen waren, schlossen sich dem Bündnis an, nachdem sich Attila mit ihrem Todfeind Geiserich verbündet hatte. Hinzu kamen reguläre weströmische Verbände, die aus allen Teilen des noch von Ravenna kontrollierten Gebietes zusammengezogen wurden. In der Schlacht auf den Katalaunischen Feldern – je nach Deutung bei Châlons-en-Champagne bzw. näher bei Troyes – konnte sich Aëtius mit Hilfe dieses gemischten römisch-germanischen Heeres Attila entgegenstellen und dessen Vorstoß zum Stillstand bringen. Es war kein entscheidender Sieg, und der Erfolg wurde mit immensen Verlusten erkauft; doch genügte es, dass Attila sich aus Gallien zurückziehen musste. Ein Jahr später fielen die Hunnen aber in Italien ein und plünderten mehrere Städte, darunter auch Aquileia, doch musste sich Attila schließlich zurückziehen; mit seinem Tod 453 brach das Hunnenreich auseinander. Auffällig ist allerdings, dass Aëtius 452 offenbar keine ausreichenden Truppen mehr zur Verfügung standen, um Italien verteidigen zu können; erst ein Eingreifen Ostroms sowie das Auftreten von Seuchen zwangen die Hunnen zur Umkehr. Dies lässt vermuten, dass die Verluste der ravennatischen Einheiten auf den Katalaunischen Feldern extrem hoch gewesen sein müssen.

### Ermordung und Folgen
Symptomatisch für die Schwäche des weströmischen Kaisertums war die Stärke der Heermeister; bereits seit dem späten 4. Jahrhundert hatten Militärs wie Arbogast, Stilicho und Flavius Constantius zunehmend den zivilen Apparat und die Kaiser dominiert; Aëtius gehört ebenso in diese Reihe übermächtiger Generäle wie nach ihm Ricimer (siehe dazu auch Magister militum#Entwicklung in Westrom). Es war Aëtius, der Verträge mit den barbarischen Völkern abschloss, etwa mit den Hunnen, denen er Jahre zuvor Teile Pannoniens abgetreten hatte. Diese Völker fühlten sich denn auch nicht dem Kaiser, sondern seinem mächtigsten Heermeister und patricius verpflichtet. Nun, nach Attilas Tod, fühlte sich Aëtius sicher genug, um die Verschwägerung seiner Familie mit dem Kaiserhaus durchzusetzen: Aëtius hatte vom Kaiser schließlich die Zusage erhalten, dass sein Sohn Gaudentius die jüngere Tochter Valentinians III., Pulcheria, heiraten durfte. Letzterer scheint dies jedoch zum Anlass genommen zu haben, gegen den übermächtigen General aufzubegehren. Tatsächlich hätte eine verwandtschaftliche Beziehung des Aëtius zum Kaiserhaus eine kaum zu überschätzende Bedrohung für Valentinian bedeutet, ähnlich wie sich Jahrzehnte zuvor sein Onkel Honorius von Stilicho bedroht gefühlt hatte (eine ganz ähnliche Konstellation sollte einige Jahre später in Ostrom auch Aspar zum Verhängnis werden). Eine Absetzung oder gar einen offenen Prozess gegen Aëtius konnte der machtlose Kaiser aber nicht wagen; auch war der Heermeister, solange er äußerlich loyal blieb und nicht selbst offen nach der Kaiserkrone griff, auf legalem Weg unangreifbar. Petronius Maximus, ein angesehener Aristokrat, der vorher hohe Ämter in der Verwaltung bekleidet hatte, intrigierte nun angeblich gegen den Heermeister; nach Ansicht der meisten Forscher war Maximus allerdings in Wahrheit ein Anhänger des Generals. Glaubwürdiger sind andere Berichte, nach denen der praepositus sacri cubiculi Heraclius die treibende Kraft der Verschwörung war.
Da ihm legitime Mittel, den übermächtigen, aber demonstrativ loyalen Heermeister auszuschalten, nicht zur Verfügung standen, sah der Kaiser schließlich Mord als einzigen Ausweg: Im September 454 wurde Aëtius in Rom während einer Audienz von Valentinian III. eigenhändig mit dem Schwert erschlagen:

„Als Aëtius gerade die Finanzlage erläuterte und die Steuereinnahmen vorrechnete, sprang Valentinian mit einem Schrei auf einmal von seinem Thron auf und brüllte, er werde es nicht länger ertragen, durch derlei Betrügereien beleidigt zu werden. Er behauptete, Aëtius wolle ihn, indem er ihm die Schuld an den Problemen zuschob, nun auch um die Herrschaft im Westen bringen, wie er es bereits mit dem Osten getan habe; denn nur wegen Aëtius habe er damals darauf verzichtet, dort Marcian von dessen Thron zu entfernen. Während Aëtius angesichts dieses Ausbruchs noch wie gelähmt dastand und nur versuchte, diesen unvernünftigen Anfall zu dämpfen, zog Valentinian bereits sein Schwert aus der Scheide und stürzte sich gemeinsam mit Heraclius, der eine Axt unter seinem Umhang verborgen hatte (denn er war der oberste praepositus), auf ihn […]. Nachdem er Aëtius erschlagen hatte, tötete Valentinian auch den Präfekten Boethius, der hoch in Aëtius’ Gunst gestanden hatte. Er ließ ihre Leichen unbestattet auf das Forum werfen und berief unverzüglich den Senat ein, wo er gegen beide Männer schwere Vorwürfe erhob, da er fürchtete, es könne wegen Aëtius zu einer Revolte kommen.“

Wahrscheinlich ließ der Kaiser die Leichen des Aëtius und des Boethius die Gemonische Treppe am Forum Romanum hinabwerfen; dies war die seit Jahrhunderten übliche Strafe für Hochverräter. Die literarische Tradition verurteilt den Mord am Heermeister dennoch fast einhellig. Vor allem in Gallien, wo Aëtius lange aktiv gewesen war, scheint man sein Andenken in Ehren gehalten zu haben, wie die wohl zeitgenössischen Historien des Geschichtsschreibers Renatus Profuturus Frigeridus zeigen. Das Werk ist zwar verloren, ein Auszug mit einer sehr vorteilhaften Charakterskizze des Aëtius ist aber im Geschichtswerk des Gregor von Tours erhalten geblieben. In einem Gedicht verherrlichte ihn zudem der Dichter Flavius Merobaudes, wobei er teils auf eher „barbarische Tugenden“ des Heermeisters anspielte, der sich damit als den Gegnern des Reiches ebenbürtig erwiesen habe.
Eine direkte Folge der Ermordung des Aëtius war die Loslösung Dalmatiens, wo sich Marcellinus, ein ehemaliger hoher Offizier des Aëtius, ein faktisch von Ravenna unabhängiges Reich schuf, sowie die bald darauffolgende Ermordung Valentinians im März 455 durch Gefolgsleute des Aëtius. Mit dem Tod des Herrschers war der Versuch, dem westlichen Kaisertum wieder Handlungsfreiheit zu verschaffen, katastrophal gescheitert; der Ansehensverlust erwies sich als irreparabel. Nun rissen die weströmischen Heerführer – „Römer“ ebenso wie „Barbaren“ – endgültig die Kontrolle des Staates an sich, und einige von ihnen entwickelten sich von römischen Generälen schrittweise zu faktisch unabhängigen Territorialherren.
Für Mischa Meier zielte die Politik des Aëtius primär auf die Durchsetzung seiner eigener Interessen ab, die Wahrung der Reichsinteressen rangierte dahinter; selbst die Abwehr Attilas kann in diesem Kontext interpretiert werden, da dieser die Stellung des Heermeisters bedrohte. Auf den Mord an Aëtius folgte der langsame, aber nun endgültige Verlust der kaiserlichen Kontrolle über Gallien, auch wenn betont werden muss, dass noch bis in die 470er Jahre Gebiete wie die Provence oder die Auvergne gehalten werden konnten und sich später in Nordgallien das gallorömische Sonderreich des rex Romanorum Syagrius noch bis 486 halten konnte. Die römische Herrschaft über Hispanien war zu jener Zeit ohnehin bereits nur noch sehr bedingt gegeben und höchst regionaler Natur. Festzuhalten bleibt, dass es keinem Heermeister, auch nicht dem durchaus befähigten Aegidius, gelingen sollte, an Aëtius’ Position in Gallien anzuknüpfen, denn Aëtius scheint der letzte weströmische Machthaber gewesen zu sein, der noch ein echtes Interesse am Zusammenhalt des westlichen Reichsteiles hatte. Dies war nicht zuletzt deshalb möglich, weil er sich auf die Autorität Valentinians III., der dynastisch bestens legitimiert war, berufen konnte – spätere Heermeister vermochten dies nicht mehr. Bereits Ricimer, der ihm ab 456 als starker Mann hinter den Kaisern nachfolgte, scheint sich daher notgedrungen auf Italien konzentriert zu haben.